# Bian Paul Šauperl
Bian Paul Šauperl, slovenski nogometaš, * 15. april 1995.
Šauperl je profesionalni nogometaš, ki igra na položaju napadalca. Od leta 2023 je član slovenskega kluba NK Pesnica. Ped tem je igral za slovenske klube Maribor, Veržej in Celje ter avstrijska USV Ragnitz in SC Kalsdorf. Skupno je v prvi slovenski ligi odigral 11 tekem in dosegel en gol, v drugi slovenski ligi pa 18 tekem in tri gole. Z Mariborom je osvojil naslov slovenskega državnega prvaka v sezoni 2012/13, slovenski pokal leta 2013 ter SuperPokal v letih 2012 in 2013. Bil je tudi član slovenske reprezentance do 17, 18 in 19 let.